# Herrschaft Heidenheim

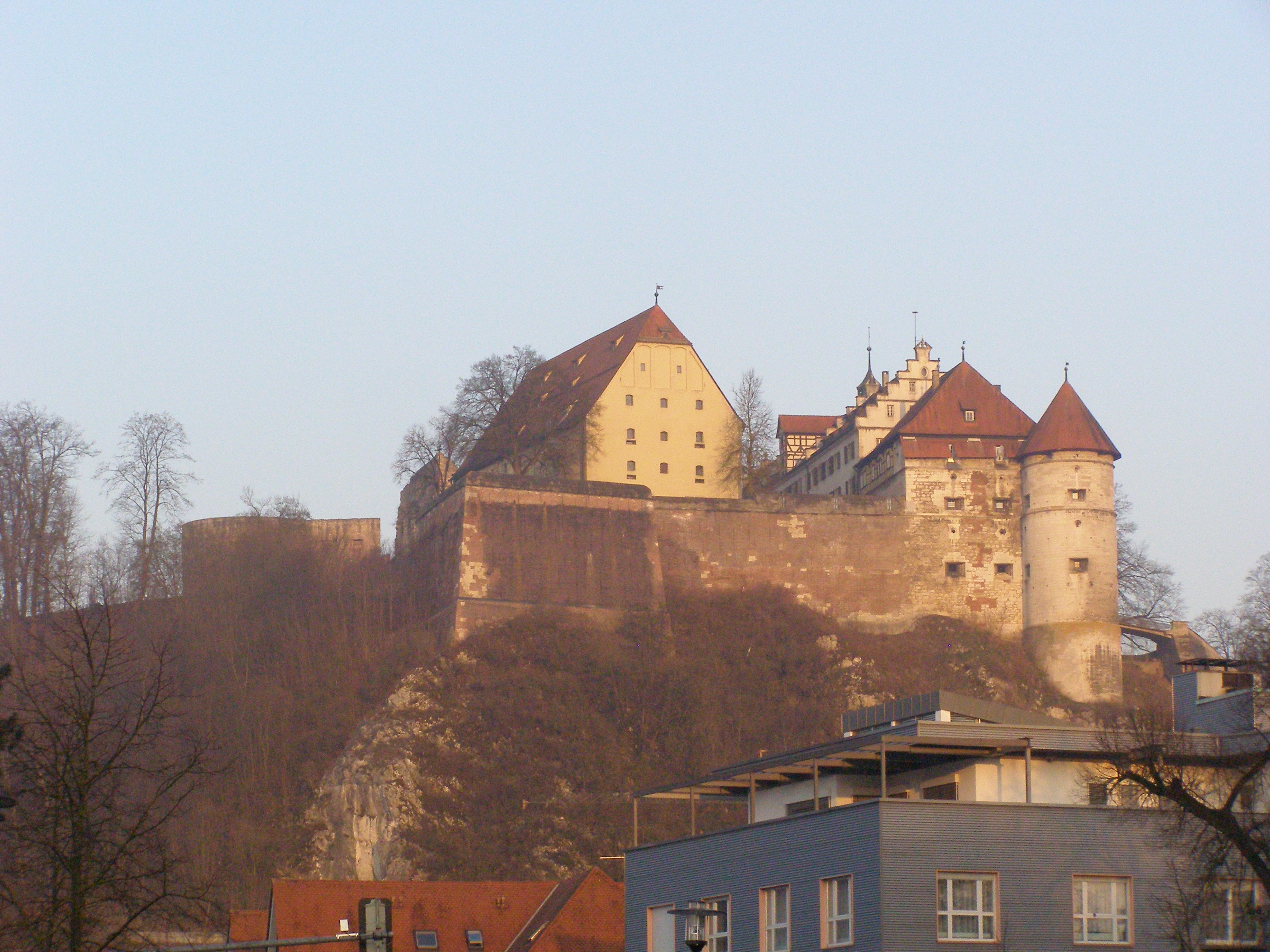
Schloss Hellenstein

Die Herrschaft Heidenheim, zeitweilig auch Herrschaft Hellenstein genannt, war ursprünglich alemannisches Herzogsgut und im Hochmittelalter im Besitz der Staufer. Nach dem Interregnum zog König Rudolf die Herrschaft für das Reich ein. Durch Verpfändung zu Beginn des 14. Jahrhunderts erlangten die Grafen von Helfenstein die Herrschaftsrechte. Die Höhenburg Hellenstein wurde zum Mittelpunkt der gleichnamigen Herrschaft, die 1448 nun als Herrschaft Heidenheim an die Grafschaft Württemberg fiel. Für 60.000 Rheinische Gulden gelangte 1450 die Herrschaft durch Verkauf an Herzog Ludwig IX., den Reichen von Bayern-Landshut. Die Herrschaft war Bestandteil des Schwäbischen Reichskreises, der zu Beginn des 16. Jahrhunderts eingerichtet wurde. Im Zuge des Landshuter Erbfolgekriegs fiel die Herrschaft Heidenheim 1504 an das Herzogtum Württemberg unter Herzog Ulrich zurück. Da der Schwäbische Bund Herzog Ulrich 1519 aus seiner Herrschaft vertrieb, übernahm das Haus Habsburg 1520 die unmittelbare Gewalt über Württemberg. Aufgrund des Verkaufs durch Kaiser Karl V. im Jahre 1521 gehörte Heidenheim zum Preis von 45.000 Gulden der Reichsstadt Ulm. Kaum vier Jahre waren vergangen, da brach der Bauernkrieg 1524/1525 aus. Im Jahre 1530 entschied sich die Reichsstadt Ulm für die Annahme der lutherischen Glaubenslehre. Nach der Rückkehr Herzog Ulrichs aus dem Exil verkaufte die Reichsstadt Ulm 1534 wieder für 45.000 Gulden die Herrschaft Heidenheim an das Herzogtum Württemberg.
Das Wappen der Herrschaft Heidenheim

Link zum Bild

Während des Dreißigjährigen Krieges geriet die Herrschaft Heidenheim von 1635 bis 1648 an das Kurfürstentum Bayern und kam mit dem Westfälischen Frieden wieder an Württemberg.